# Roland Chemama
Roland Chemama est un psychanalyste lacanien français, membre de l'ALI, auteur de livres techniques, d'enseignement ou d'opinion sur le lien entre politique et psychanalyse, et ayant co-dirigé (en 1995) un Dictionnaire de la psychanalyse avec Bernard Vandermersch. 

## Ouvrages comme auteur et coauteur

### Dictionnaire
- Roland Chemama (dir.), Dictionnaire de la psychanalyse : dictionnaire actuel des signifiants, concepts et mathèmes de la psychanalyse, Paris, Larousse, 1993, 307 p. (ISBN 2-03-720222-9). 
  - R. Chemama, Vandermersch B., Dictionnaire de la psychanalyse, Paris, Larousse, 2009 (1995, ed originale)

### Autres ouvrages
- Roland Chemama, Clivage et modernité, Érès, 2004
- Roland Chemama, Dépression, la grande névrose contemporaine, Érès, 2006
- Roland Chemama, La jouissance, enjeux et paradoxes, Érès, 2007
- Roland Chemama, La psychanalyse comme éthique suivi de Du grain à moudre, Érès, 2012
- Roland Chemama, Christiane Lacôte-Destribats, Bernard Vandermersch, Le métier de psychanalyste, Érès, 2016
- R. Chemama, C. Hoffmann, Trauma dans la civilisation. Terrorisme et guerre des identités, Érès, 2018.
- R. Chemama, La psychanalyse refoule-t-elle le politique ?, Érès, 2019.
- R. Chemama, La psychanalyse comme dialogue, Érès, 2021. [lire en ligne]

## Prise de position
En 2004, s'interrogeant sur les conséquences du mariage homosexuel, Roland Chemama rappelle qu'il n'existe aucune normalité en matière de désir sexuel, et que l'orientation sexuelle, pour certains, se construit sur une récusation des pratiques dominantes, dont le mariage. Or un pays qui, comme la Suède, envisage de rendre le mariage « sexuellement neutre », en vient à neutraliser la sexualité elle-même, ce qui devrait inquiéter tout autant les homosexuels que les hétérosexuels.